# كاثرين الأولى

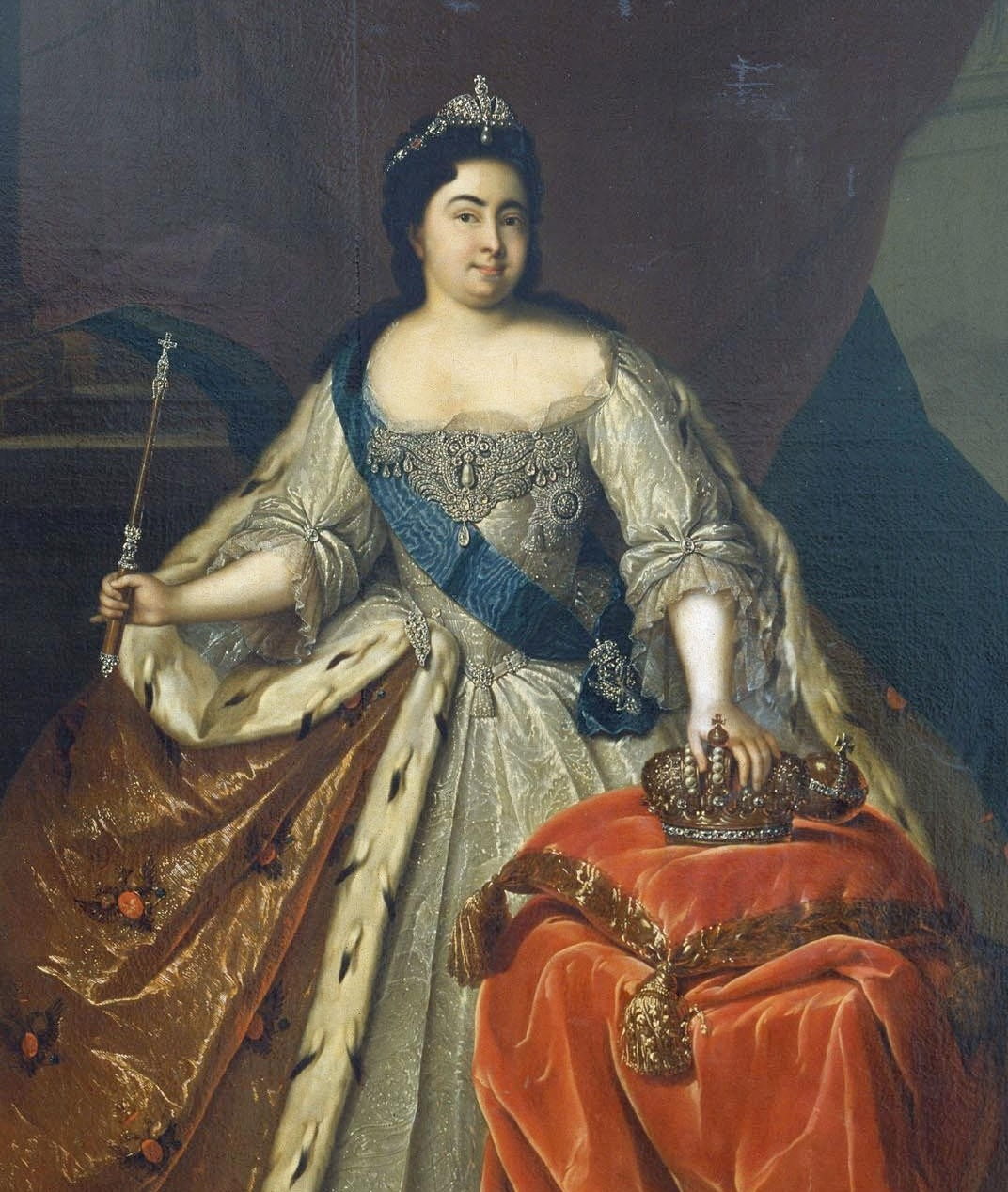
كاثرين الأولى

الإمبراطورة كاثرين الأولى (5 أبريل 1684 - 6 مايو 1727) إمبراطورة روسيا السادسة منذ 8 فبراير 1725 حتى وفاتها، أي أنها حكمت سنتين و98 يوما خلفا لزوجها القيصر بطرس الأكبر أو (بطرس الأول). ولدت باسم مارتا هيلينا سكورونسكا. وهي ثاني زوجات بطرس الأول.
رغم أنها في الأصل فلاحة ليتوانية إلا أنها أعدت خطة ماكرة لجذب انتباه الإمبراطور بطرس الأكبر، حيث أوقعت نفسها في الأسر عندما غزت الجيوش الروسية بلادها حين كانت بعمر 18 سنة، وتمكنت لاحقا من الزواج من بطرس الأكبر سنة 1712 ورزقا بإليزابيث روسيا وكانت أول مولودة لهما من ثم خلفت زوجها في حكم البلاد حتى توفيت ليخلفها حفيدها القيصر بطرس الثاني. قامت الكنيسة الأرثوذكسية بعد توليها الحكم بتغيير مسماها إلى كاترينا أليكسييفنا.

## وفاتها
توفت كاثرين الأولى في 6 مايو/آيار 1727 في مدينة بطرسبورغ.(المزيد)